# Ja'akov Dorčin
Ja'akov Dorčin (hebrejsky: יעקב דורצ'ין, narozen 12. března 1946) je izraelský sochař a malíř.

## Biografie
Narodil se v Haifě, ještě za dob britské mandátní Palestiny. V roce 1967 se přestěhoval do kibucu Kfar ha-Choreš v Jizre'elském údolí. V 80. letech se začal věnovat tvorbě železných skulptur. Od roku 1991 přednáší na Haifské univerzitě a v letech 1997 až 2001 stál v čele tamější katedry umění.

## Ocenění
- V roce 2004 obdržel cenu EMET za umění.[1]
- V roce 2011 mu byla udělena Izraelská cena v kategorii výtvarné umění[2][3]

## Galerie

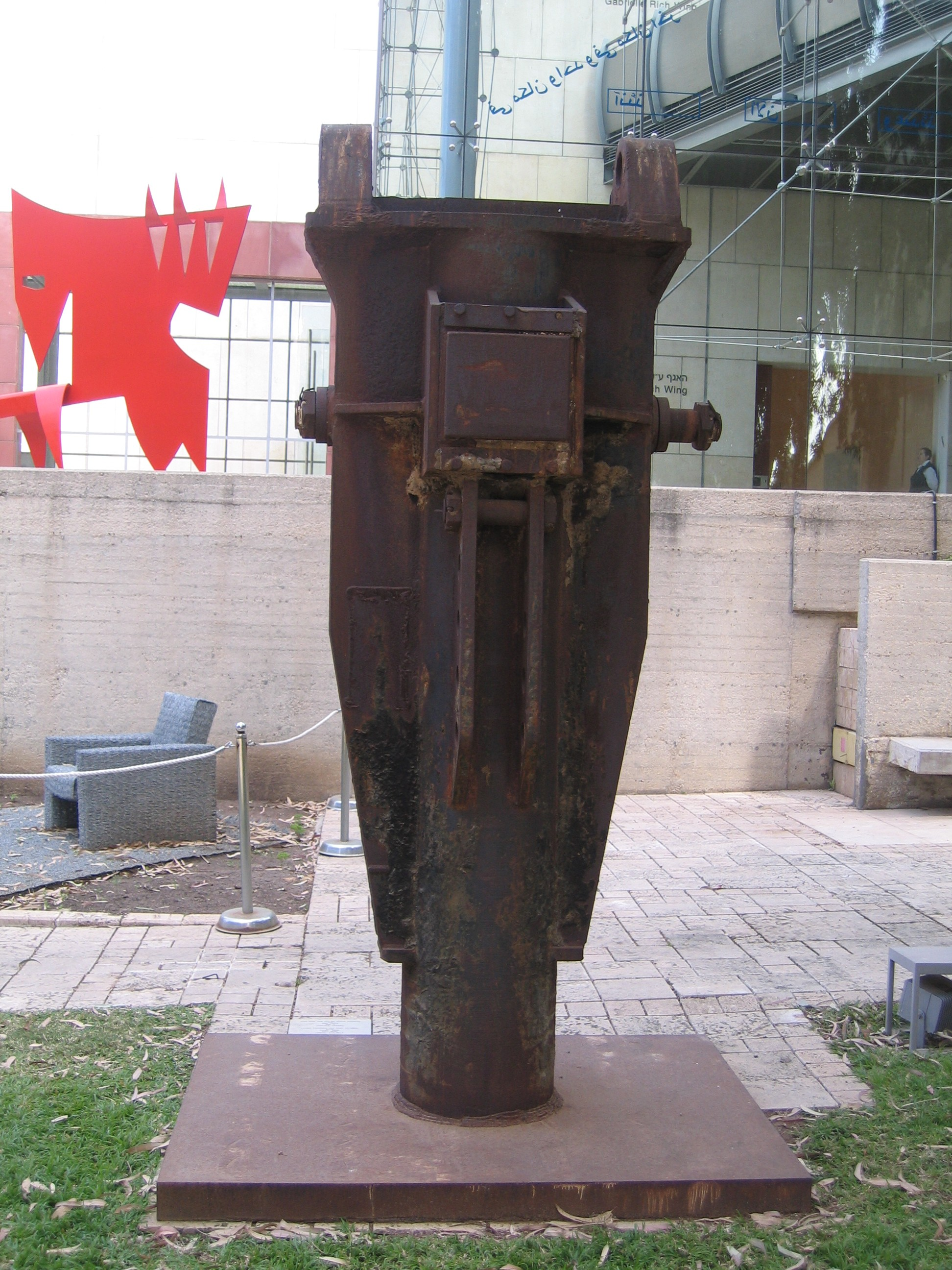
Anděl, Telavivské muzeum umění
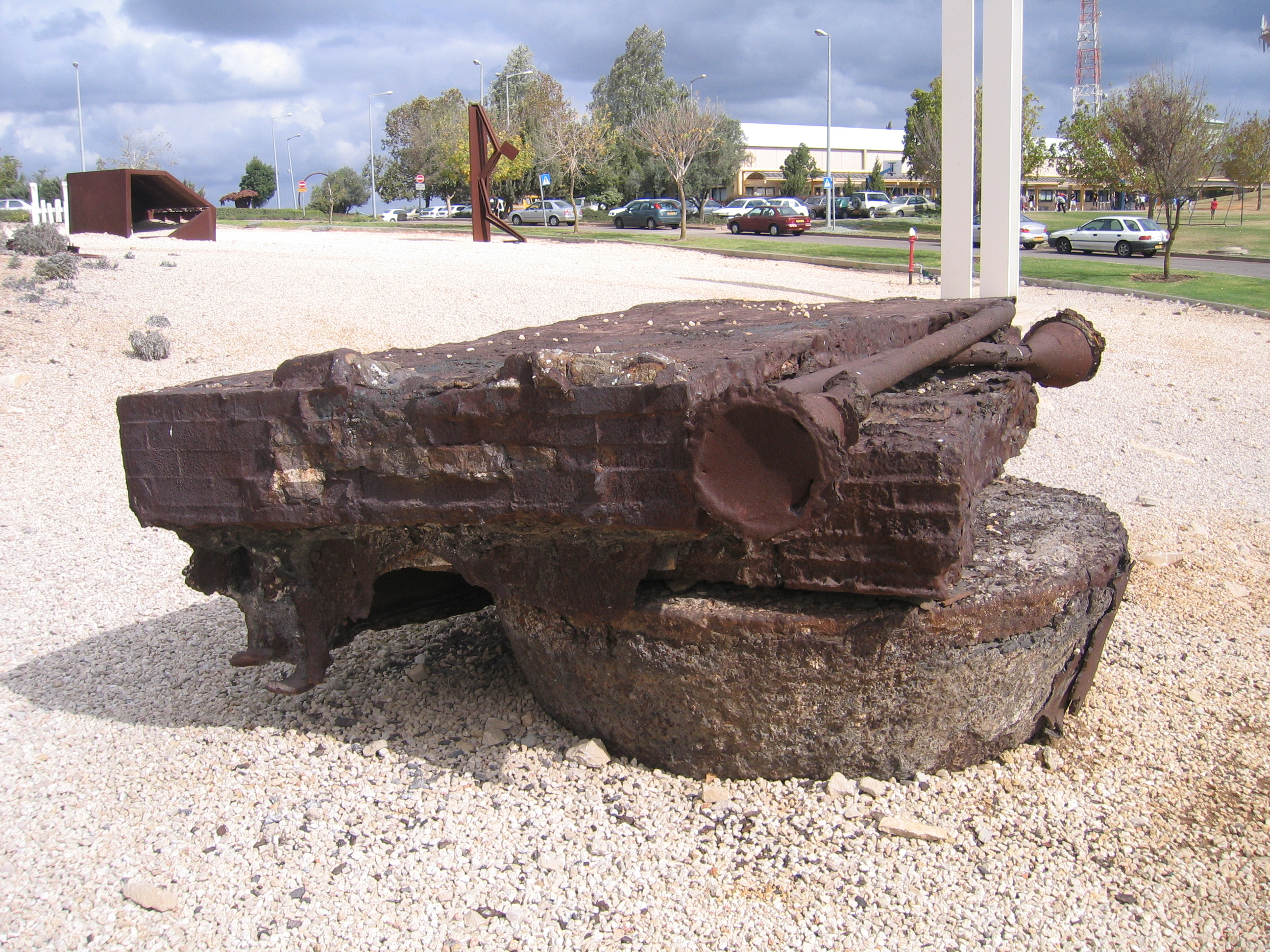
Tuba Merum
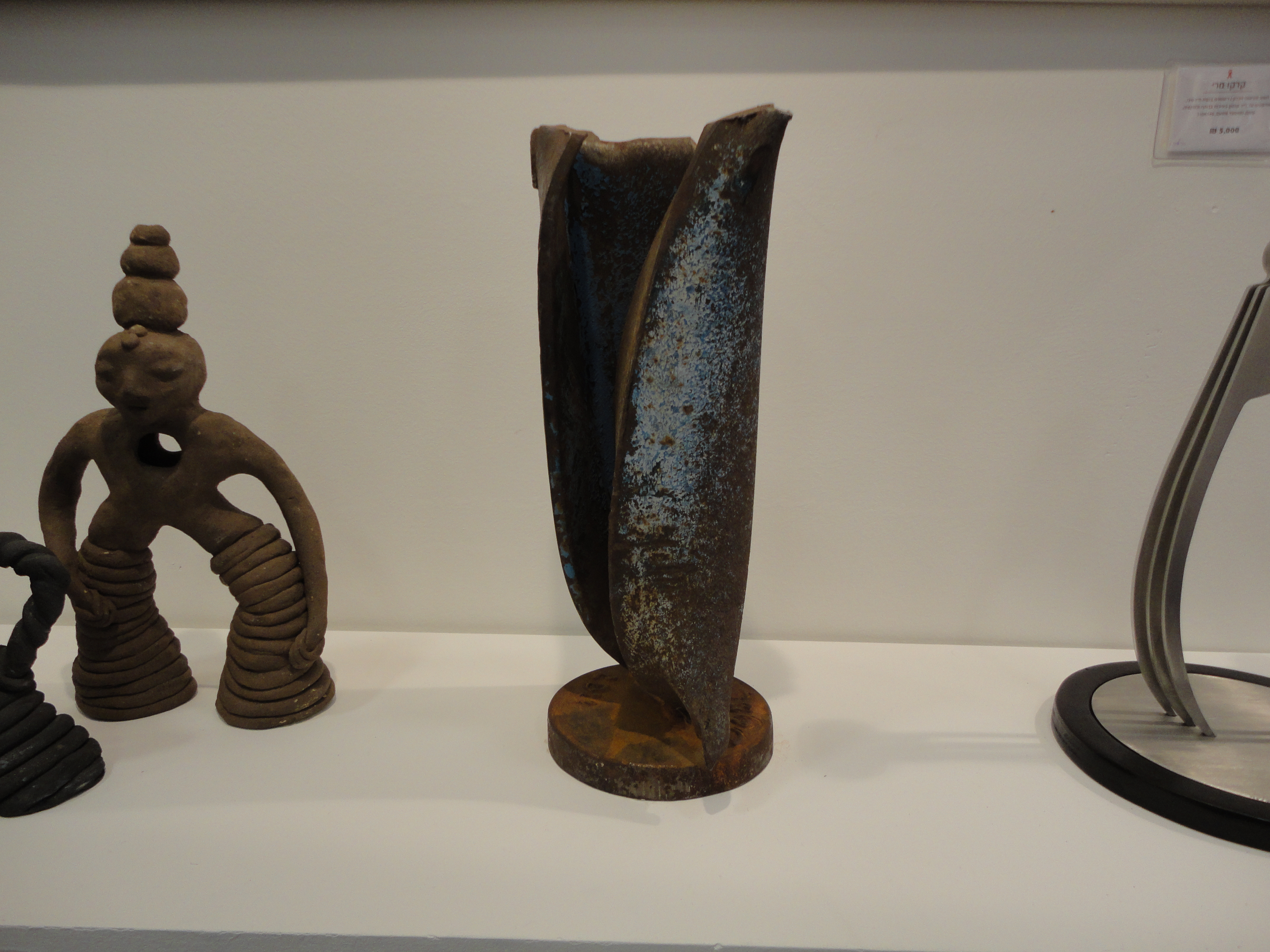
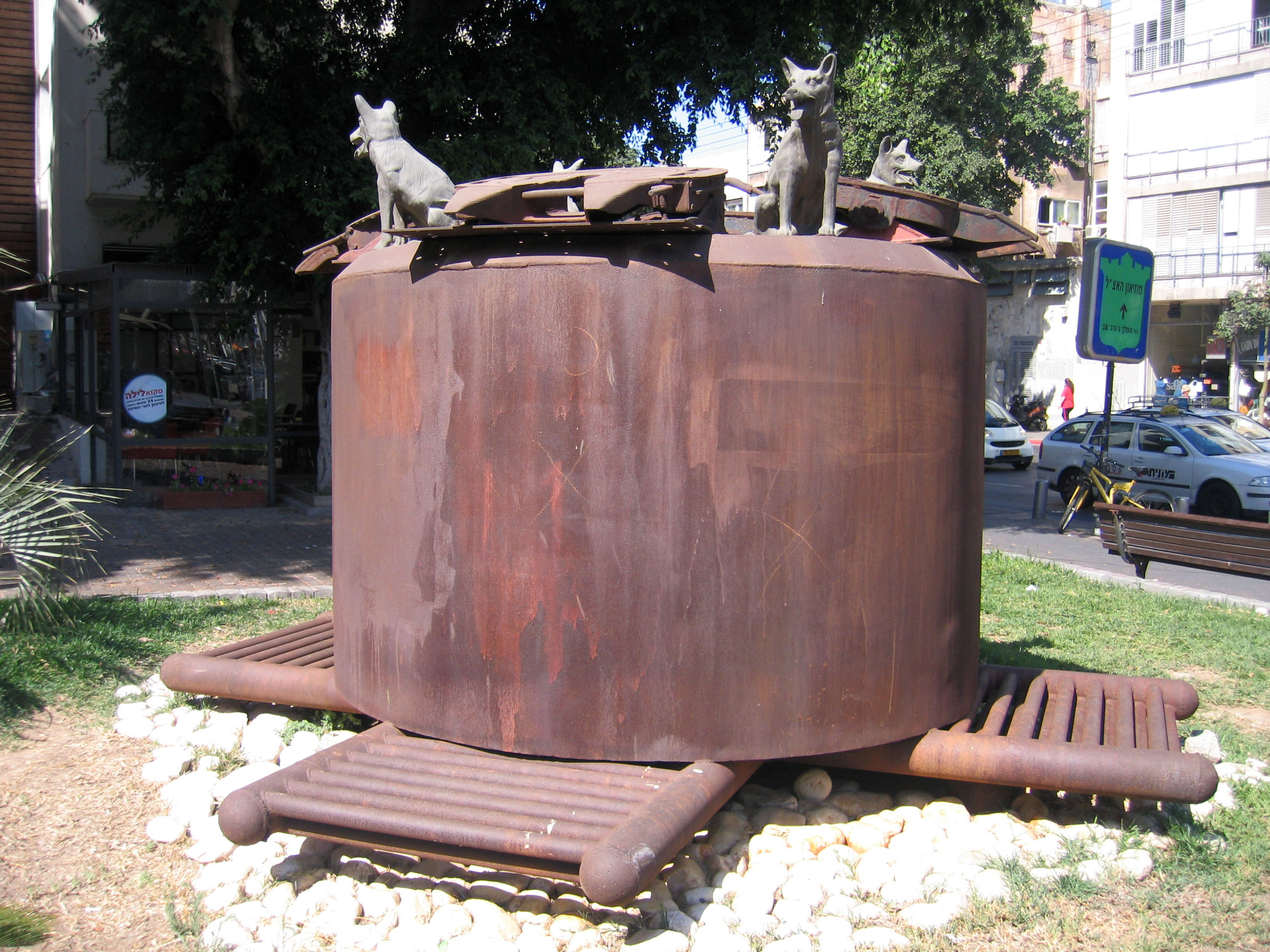
Studna a čtyři psi